# Subiasella quadrimaculata
Subiasella quadrimaculata är en kvalsterart som först beskrevs av Evans 1952.  Subiasella quadrimaculata ingår i släktet Subiasella och familjen Oppiidae. Inga underarter finns listade i Catalogue of Life.